# 오양가
오양가(1995년 ~ )는 몽골의 가수다. 2019년 싱글 《미래가 (Mirega)》로 데뷔했다.

## 방송
- 사인히어 (2019) - Top44

## 피처링
- Smob <Zombie> (2022)

## 수상
- 제18회 세계 외국인 한국어 말하기 대회 대상 (2015)